# 519

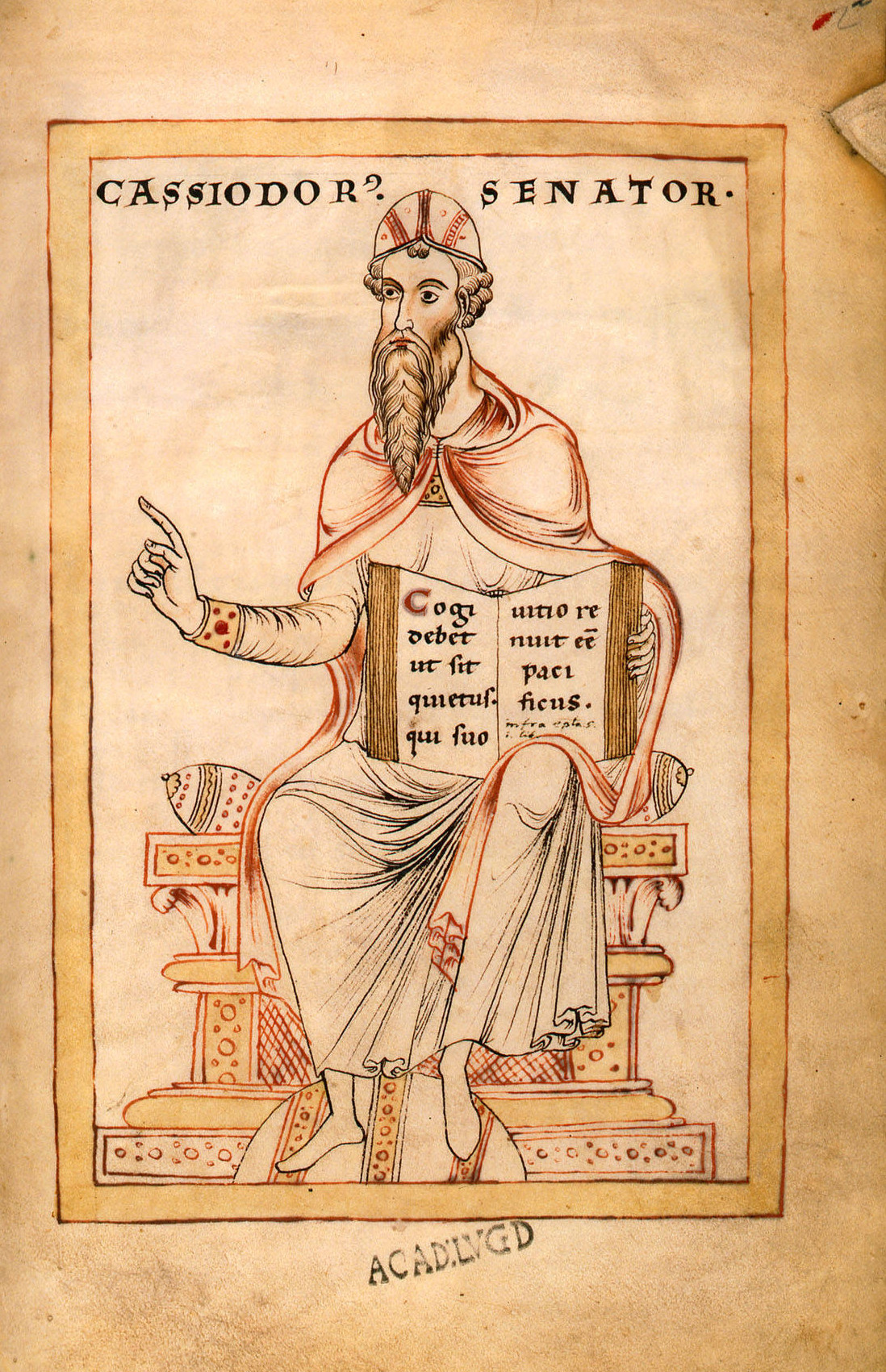
Flavius Magnus Aurelius Cassiodorus

Het jaar 519 is het 19e jaar in de 6e eeuw volgens de christelijke jaartelling.

## Gebeurtenissen

### Byzantijnse Rijk
- Keizer Justinus I wijst het monofysitische beleid van zijn voorgangers af. Er komt een einde aan het schisma (religieuze scheiding) tussen Rome en Constantinopel van 484.
- Paus Hormisdas bemiddelt in Constantinopel tussen de Oosterse en Westerse kerken. Dit leidt tot de "Formule van Hormisdas", de hereniging van het Christendom.

### Brittannië
- Koning Cerdic (519-534) sticht het koninkrijk Wessex (Zuidwest Engeland).

### Midden-Oosten
- In Jemen begint koning Yusuf As'ar, die het joodse geloof aanhangt, aan een vervolging van de (Nestoriaanse) christenen. Ze worden bij duizenden gedood, o.a door onthoofding of levend verbrand.

### Korea
- Anjang Wang (519 - 531) bestijgt als koning de troon van Koguryo (Korea).

## Publicatie
- Cassiodorus geeft zijn "Geschiedenis van Adam tot heden" uit. (waarschijnlijke datum)